# São Pedro do Iguaçu
São Pedro do Iguaçu är en kommun i Brasilien.   Den ligger i delstaten Paraná, i den södra delen av landet, 1 200 km sydväst om huvudstaden Brasília. Antalet invånare är 6 492.
Trakten runt São Pedro do Iguaçu består till största delen av jordbruksmark. Runt São Pedro do Iguaçu är det glesbefolkat, med 20 invånare per kvadratkilometer.